# Mountainboarding

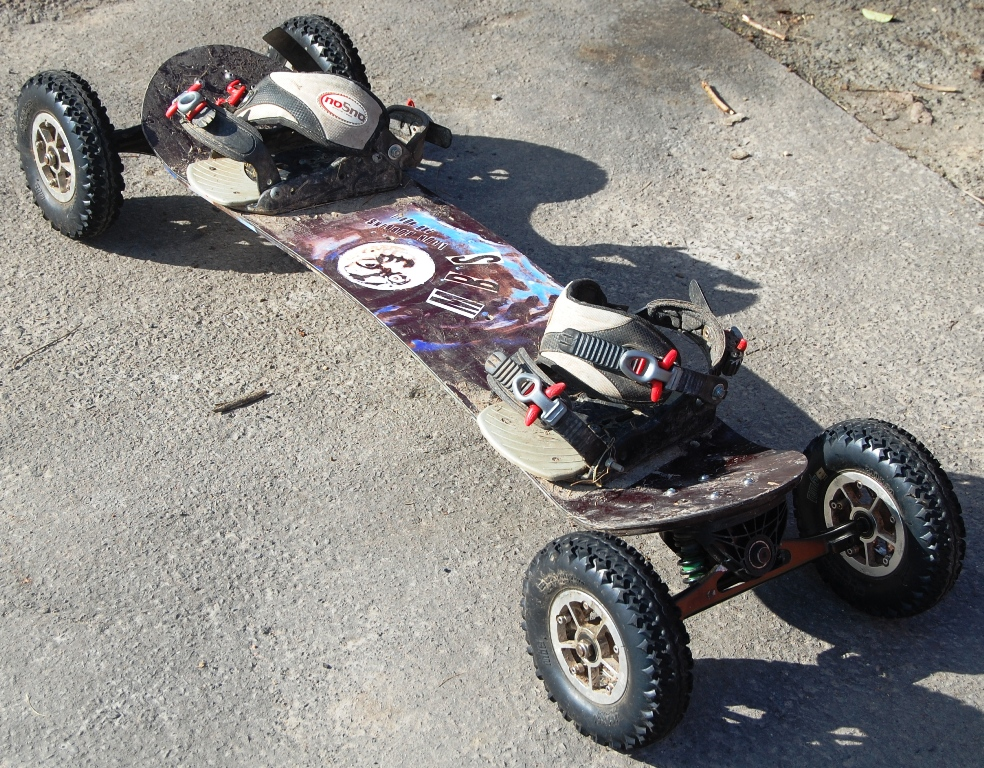
Taula Mountainboard

El mountainboarding, a vegades anomenat Dirtboarding, Offroad Boarding, Grass Boarding, o All-Terrain Boarding (ATB), és un esport extrem que deriva d'altres com el skateboard i el snowboard.
Una mountainboard és una taula tot terreny similar a les taules de snowboard, què inclouen unes fixacions per als peus dels "riders", amb la diferència que aquestes taules posseeixen unes rodes amb pneumàtics i dos eixos, també anomenats "trucks", per dirigir la taula.Al mercat pots trobar alguns models que venen amb frens. Gràcies a les grans qualitats tècniques de la taula, els riders poden córrer en tota mena de superfície i en llocs variats com Skateparks, camins de terra, carretera, etc.

## Història.
Aquesta modalitat esportiva va sorgir a la dècada dels 90 quan la gent que practicava snowboard o surf varen buscar una alternativa per a realitzar un esport similar fora de temporada. Les primeres taules de mountainboarding què es té constància daten del 1992 i varen sorgir a Austràlia, Regne Unit i als Estats Units d'Amèrica.

## Parts de la mountainboard
Taula: Generalment són de fusta laminada perquè en sots i ondulacions esmorteeixi tenint així un producte amb molt bona resistència-flexibilitat. En la seva part superior porta una planxa rugosa perquè no rellisquin els peus. La longitud de les taules sol oscil·lar de 90 cm a 120 cm.
Footstrap:Van ancorats amb cargols sobre la taula i es poden ajustar al peu amb uns velcros. La distància entre ells sol ser d'uns 22 cm. Existeixen també uns footstrap que tenen forma de tub corbat, que no es poden ajustar al peu, però són molt recomanables per aprendre si vols treure ràpid els peus en cas de caiguda.
Direcció:Tenim dos tipus de direccions, les de molls i les de silencblocs. Les de molls a part de servir per girar el mountainboard també esmorteeixen una mica, solen ser més estables en altes velocitats pel que fa als de silencblocs. La direcció de silencblocs és més senzilla i menys pesada que les altres. Sol girar una mica pitjor però són millors per a salts.
Eixos: És on aniran subjectes les rodes. Són d'acer, la longitud ve a ser de 75 a 115 cm, a major distància entre eixos més estabilitat i a menor distància, millor gir.
Rodes:Són pneumàtics inflables, generalment la superfície té tacs de goma. És el que ens donarà l'adherència a terra i gran part de l'amortiment, de tot això depèn la pressió dels pneumàtics. Les mesures de les rodes depenen del lloc on es barren a utilitzar, generalment tenim dues mesures de rodes de 20 cm i de 23 cm.

## Proteccions
És molt important estar ben protegit per a no fer-se mal, sobretot quan un se està iniciat a aquest esport. Les proteccions essencials són:
- Casc
- Canelleres
- Colzeres
- Genolleres
- Calçons encoixinats

## Disciplines.
En el món del mountainboard hi ha diverses disciplines. Les quatre principals són:
- Descens: Baixar una muntanya o turó, normalment trams llargs d'aproximadament d'1 km o més.
- Boardercross: De dos a quatre competidors en una pista especial per córrer.
- Freestyle: Consisteix a realitzar la major quantitat de trucs en un temps determinat.
- freeriding: Córrer lliure fora de competència, corrent en llocs com boscos, ciutats, etc.